# Moerbeke (Lokeren)

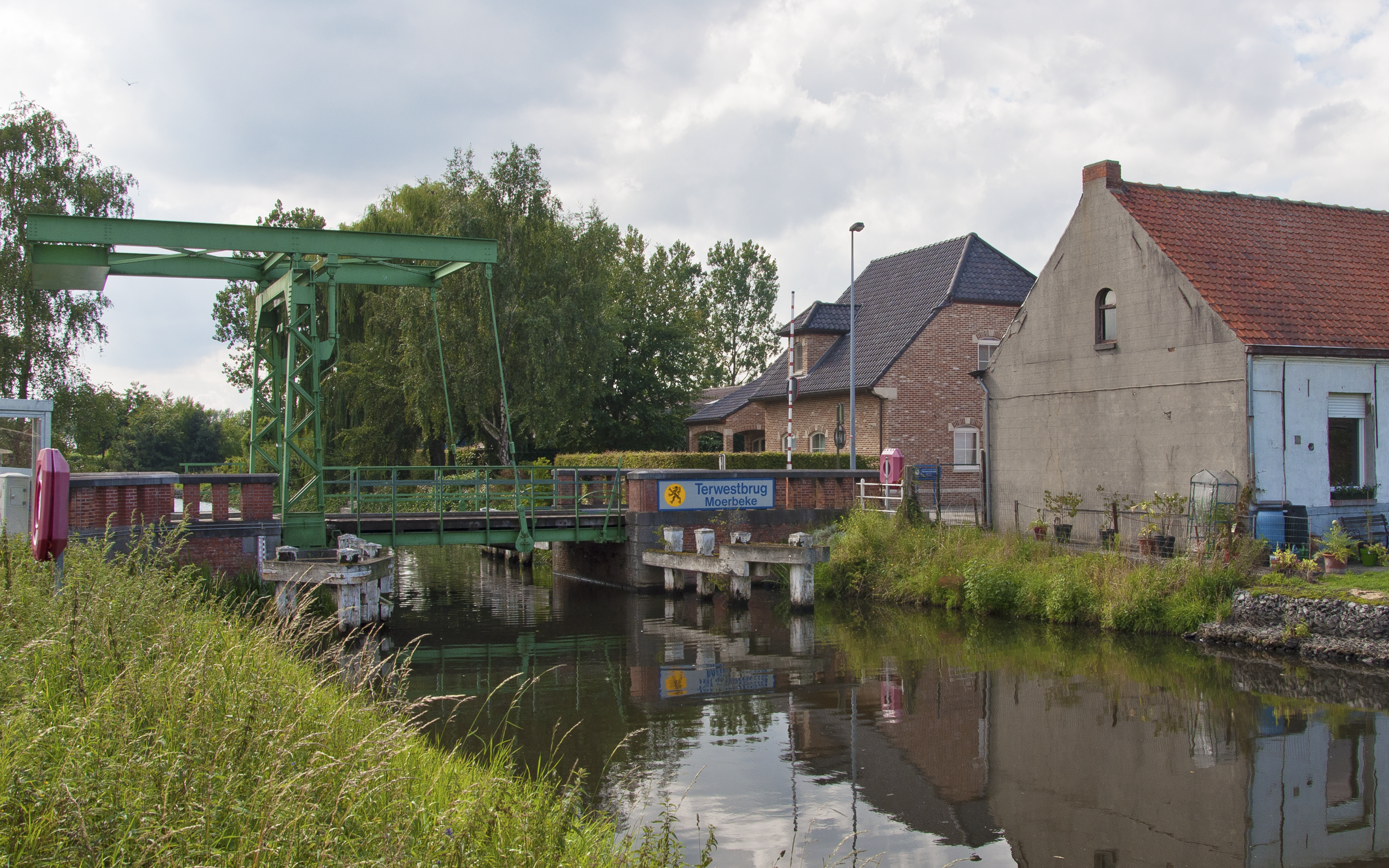
De Terwestbrug over de Moervaart te Moerbeke-Waas

Moerbeke is een dorp in de Belgische provincie Oost-Vlaanderen en een deelgemeente van de stad Lokeren. De deelgemeente telt ruim 6.500 inwoners, waarvan 131 inwoners met de Nederlandse nationaliteit. De inwoners worden Moerbekenaars genoemd.
Moerbeke was in de omstreken vooral bekend om zijn suikerfabriek, die deel uitmaakte van de groep Iscal Sugar. Op tweede kerstdag 2007 kondigde het bedrijf echter aan dat het de vestiging in Moerbeke sloot.
De officieuze naam "Moerbeke-Waas" wordt soms gebruikt om onderscheid te maken met het andere Moerbeke, deelgemeente van Geraardsbergen.

## Etymologie
De naam Moerbeke komt van enerzijds het Germaanse woord 'mora' wat veenmoeras ( of later turf-ontginningsterrein) betekent en anderzijds het Germaanse 'baki' wat beek betekent. De naam wordt voor het eerst vermeld in 1271. Reeds in de Romeinse tijd bestond er al een woonkern aan de noordelijke heirbaan.

## Geschiedenis
Archeologische vondsten stammen uit het epipaleolithicum, het mesolithicum en de Romeinse periode. Moerbeke ontwikkelde zich als straatdorp langs de weg van Brugge naar Antwerpen.
In de 13e en 14e eeuw, toen Moerbeke grafelijk bezit was, werden veel turfgronden aan Gentse burgers verkocht, terwijl ook de Sint-Baafsabdij ontginningen verrichtte.
In 1452 vond de Slag bij Moerbeke plaats tussen de troepen van Filips de Goede en de Gentenaren. Tijdens de godsdienstoorlogen hingen vele bewoners het Calvinisme aan. In 1671 werd brand gesticht in het dorp door Franse troepen.
Einde 16e eeuw werd onder leiding van Alexander Farnese een linie aangelegd met forten Francipani en Terwest, en daartussen de schans Papemutse.
Moerbeke kende in de eerste helft van de 19e eeuw veel armoede, later kwamen enkele weverijen en brouwerijen en was er enige scheepsbouw. In de 20e eeuw verdwenen de meeste van deze bedrijven. In 2007 sloot ook de suikerfabriek.
Op 1 januari 2025 fuseerde de gemeente met haar zuidelijke buurgemeente Lokeren.

## Natuur en landschap
Moerbeke is een karakteristieke landelijke gemeente, gelegen in Zandig Vlaanderen en het Waasland. De hoogte bedraagt ongeveer 5 meter. In het zuidelijke deel van de gemeente, onder de Moervaart, bestaat het landschap uit meersen gevormd tijdens de laatste ijstijd, waarin moeraskalk en hoogveen ontstond. Het gebied is ingedeeld in akkers die afgezoomd worden door typische rijen canadapopulieren. In de Moervaartdepressie werd turf gewonnen. Ten noorden van de Moervaart ligt een zandrug, die tussen de naaldbossen ruimte biedt aan het unieke natuurdomein Heidebos, dat zich uitstrekt over Moerbeke en Wachtebeke. Noordelijker (boven de Expresweg Antwerpen-Knokke) bestaat het landschap uit uitgestrekte polders met twee kreken, de Grote Kreek en Pereboomsgat.
Ten zuiden van de kom van Moerbeke vindt men het natuurgebied Turfmeersen in de Moervaartdepressie. Ook andere natuurgebieden, zoals de Vette Meers, liggen op het grondgebied van Moerbeke.

## Kernen
Hoewel de voormalige gemeente Moerbeke, in tegenstelling tot de meeste andere nu overblijvende gemeenten, geen extra territorium had bijgekregen bij de fusie van '77, bestaat het toch uit drie woonkernen.
Moerbeke is van de drie het grootst en zo goed als alle diensten waren dan ook daar gevestigd. Koewacht is een grensdorp dat deel uitmaakt van drie verschillende bestuurlijke eenheden: naast het deel op het grondgebied van Moerbeke bevinden er zich ook nog delen van het dorp in de buurgemeente Stekene en de Nederlandse gemeente Terneuzen. Als laatste is er Kruisstraat, een lintdorp gelegen langs de Oost- en Weststraat, beiden zijstraten van de Kruisstraat naar welke de woonkern vernoemd is. Koewacht als geheel is veel groter dan Kruisstraat maar als de delen van Stekene en Terneuzen buiten beschouwing worden gelaten zijn beide kernen ongeveer gelijkwaardig.

## Bezienswaardigheden
- Het Fort Francipani
- De begraafplaats,  met de tombes van de familie Lippens
- Het hof van Koudenborm
- De Sint-Antonius Abtkerk
- Het Kasteel Lippens
- Het standbeeld van August Lippens
- Het herdenkingsmonument WOI en WOII
- De vrijheidsboom
- Locomotief Suikerfabriek
- Het station
- Het standbeeld van meneer Pheip
- De Suikerkristal
- Het standbeeld van Mevrouw de Kerckhove - d' Exaerde - Lippens
- De Reynaertbank in het gemeentepark
- De Lindenplaats
- De watertoren
- De vapeurbrug
- De dreef naar Wulfsdonk[4]
- De kapel Heilige Antonius van Padua
- Geklasseerde wegedoorn in het Etsbos.[5]

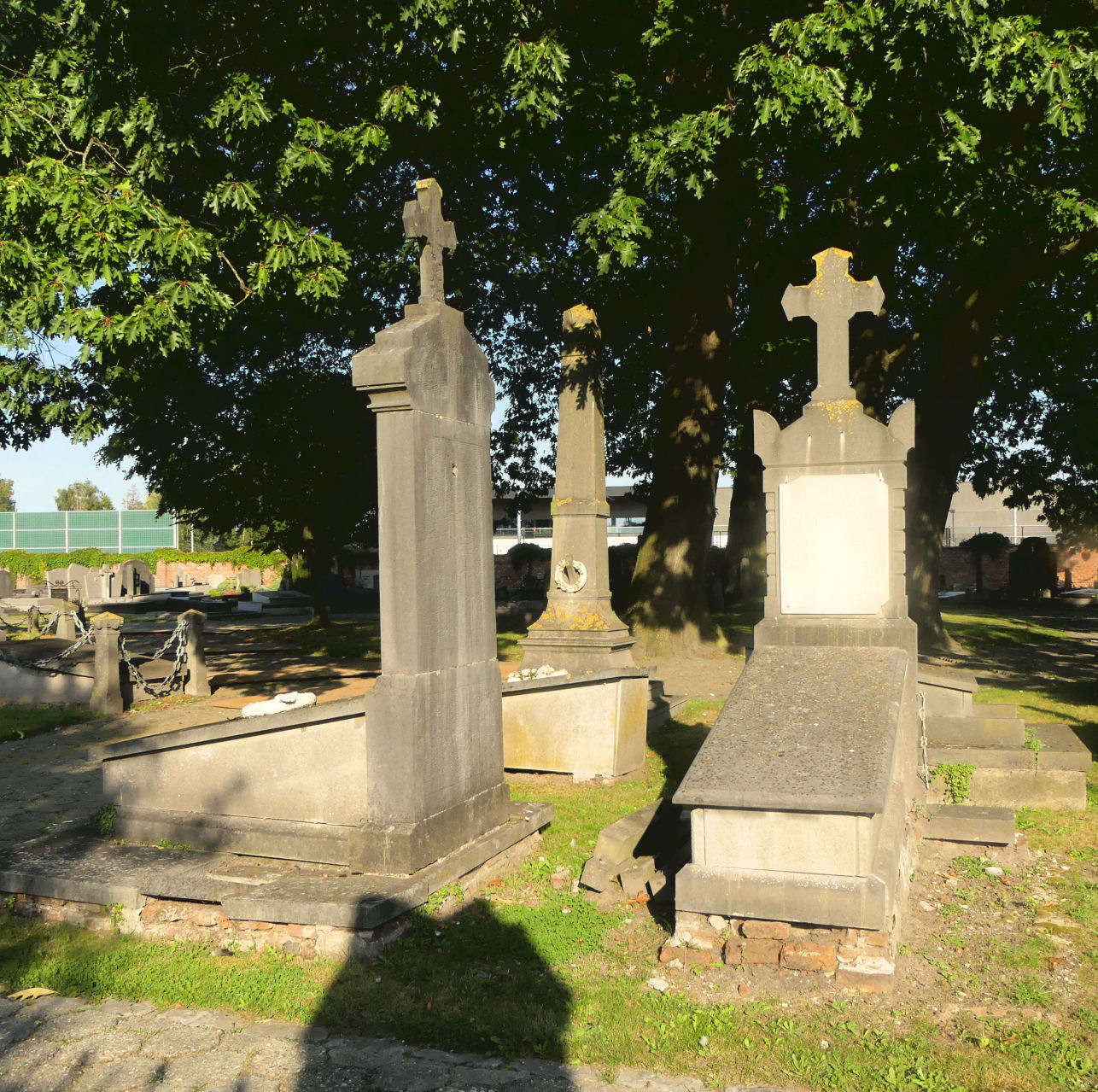
Begraafplaats met praalgraven.
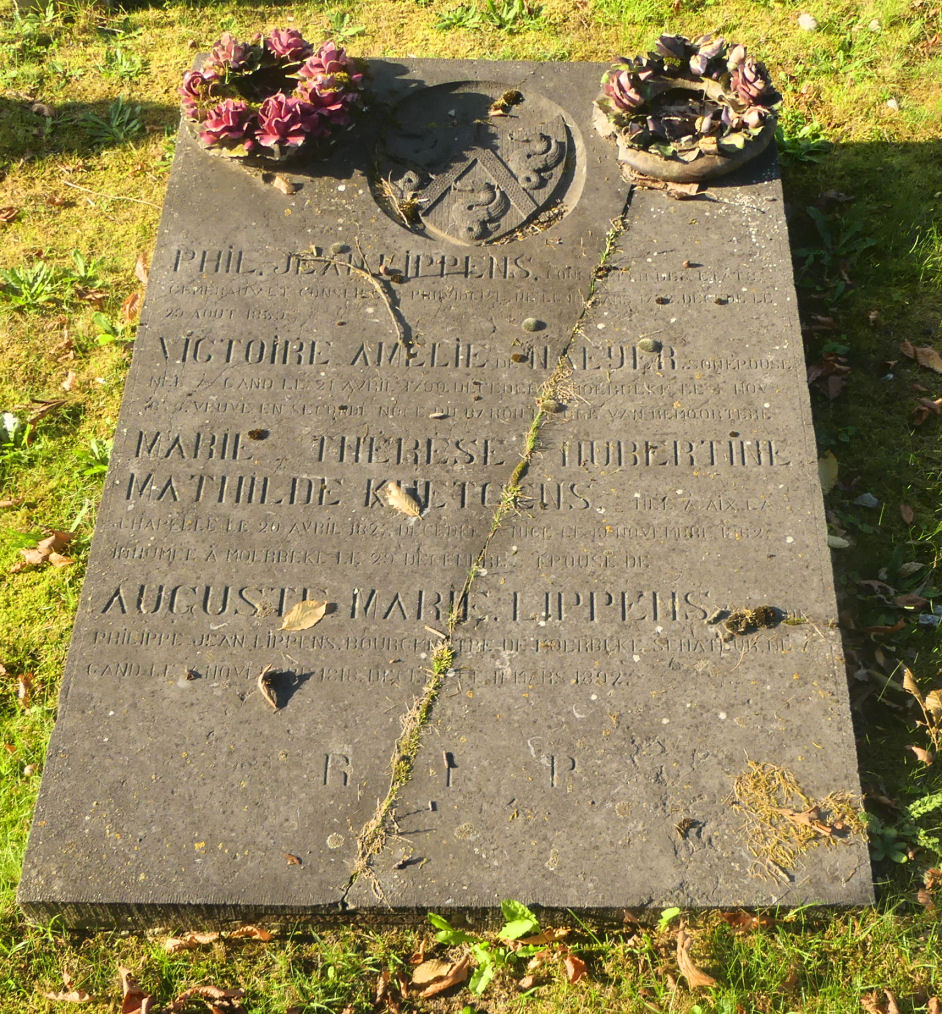
Begraafplaats met tombe van de familie Lippens
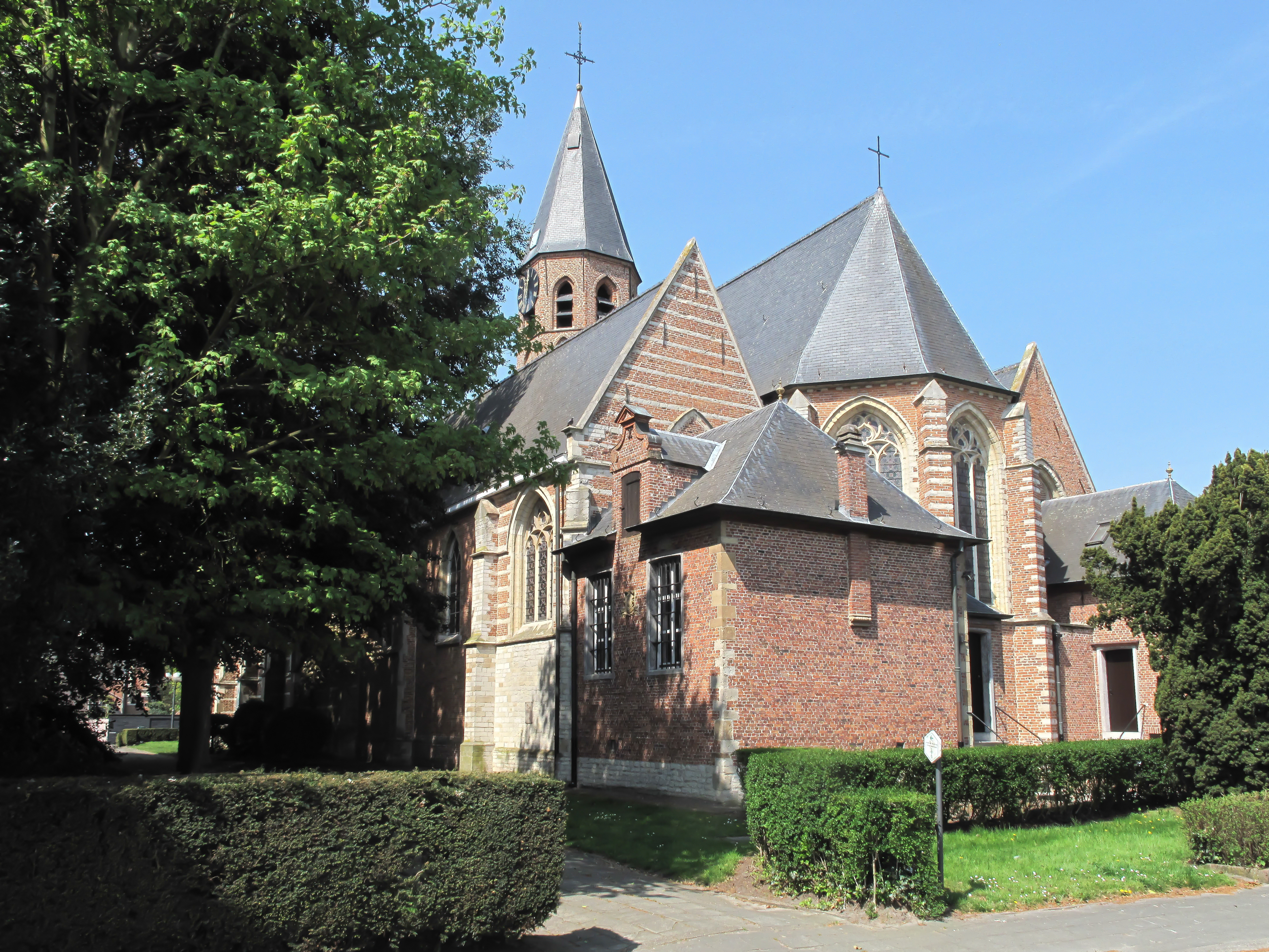
Sint-Antonius Abtkerk
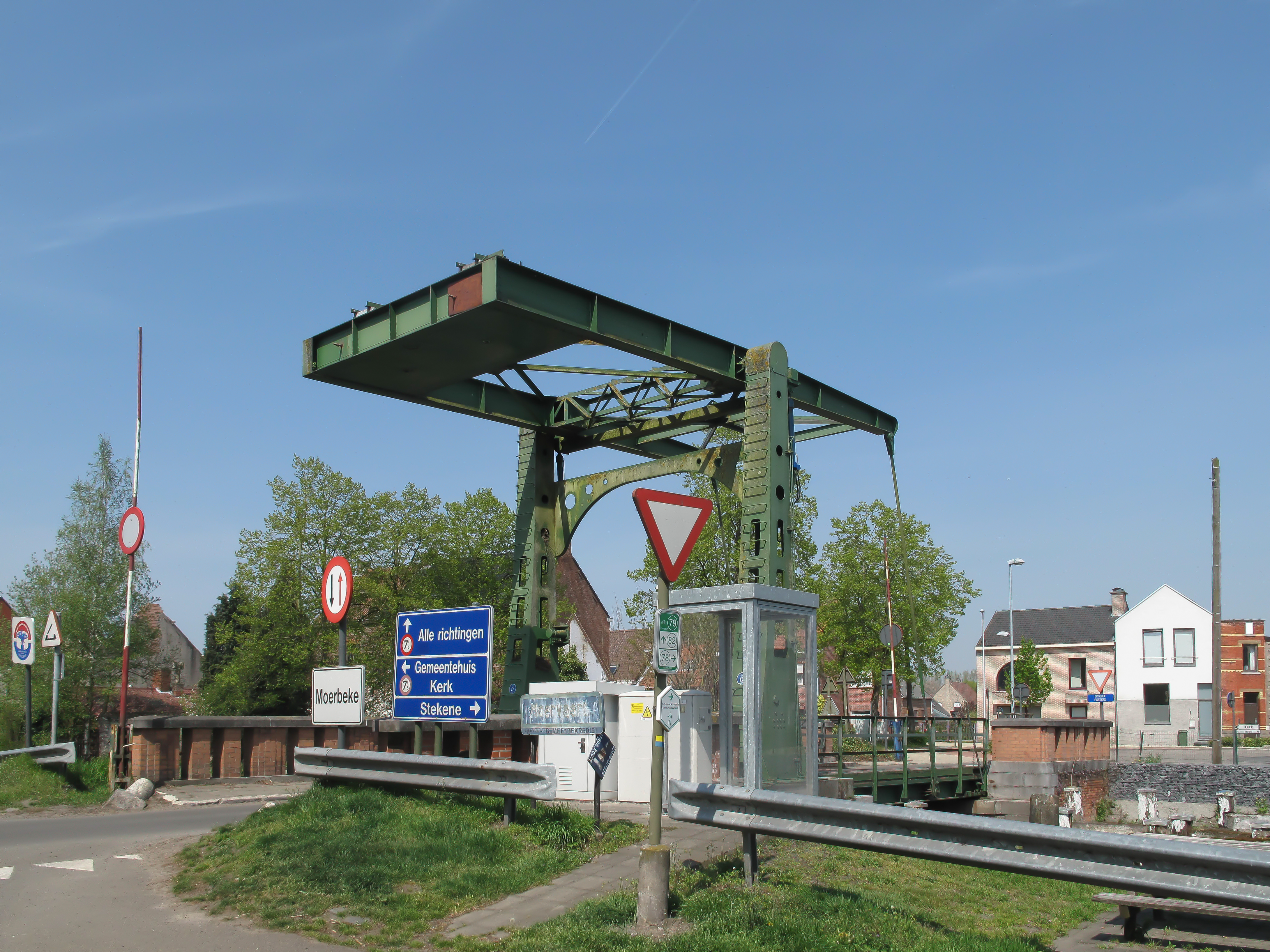
Ophaalbrug over de Moervaart
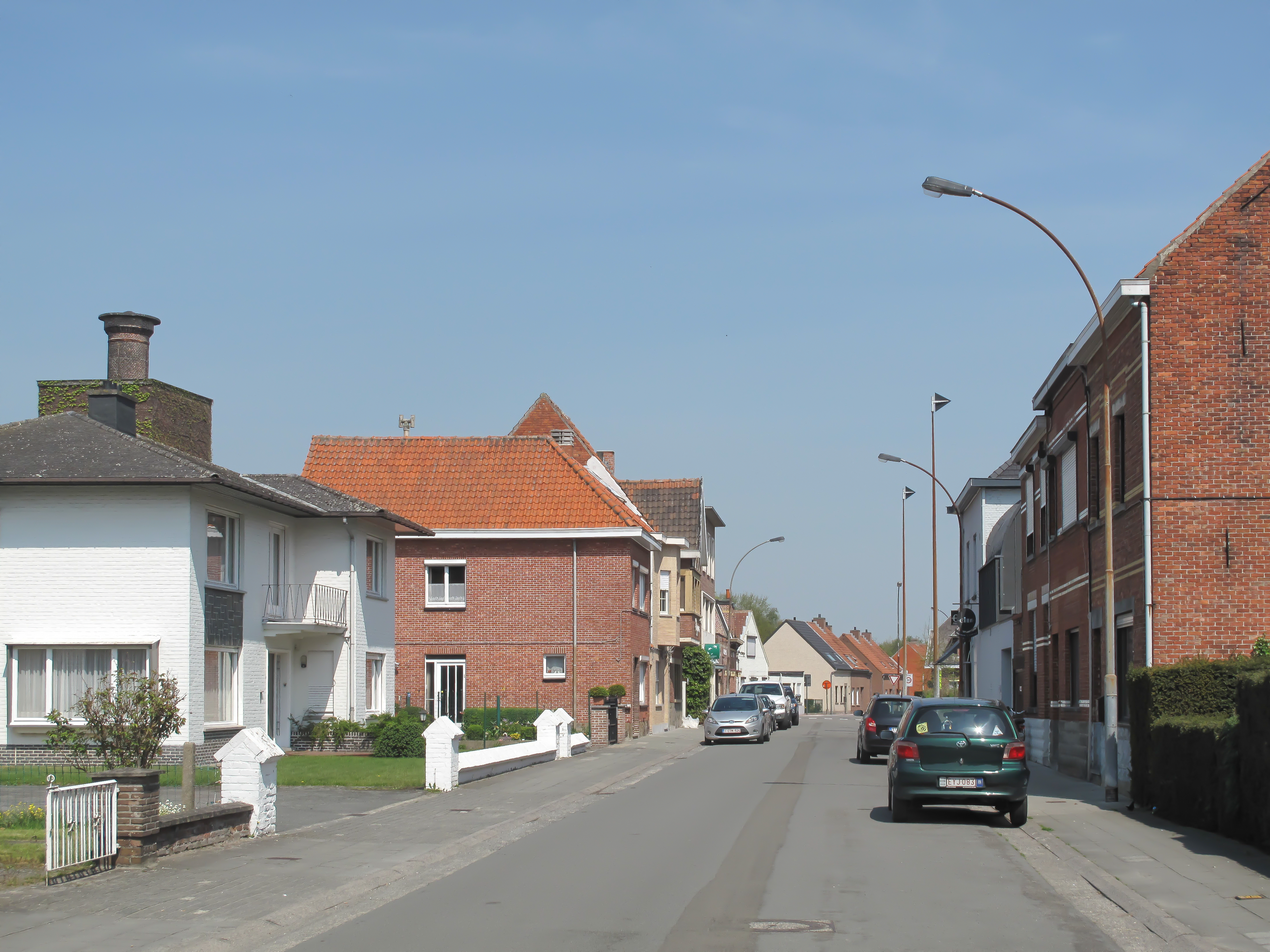
Straatzicht
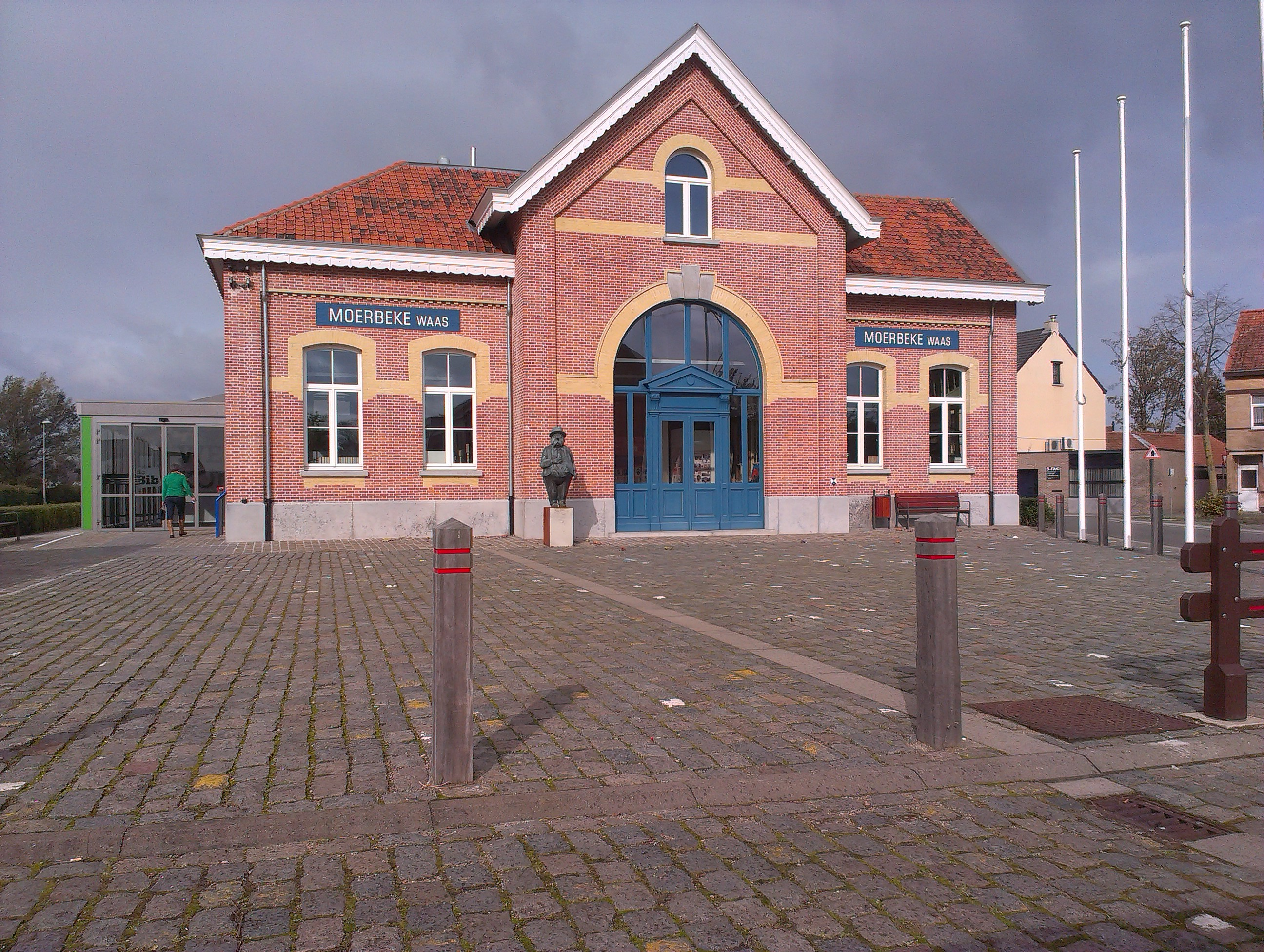
Oud-stationsgebouw oktober 2014
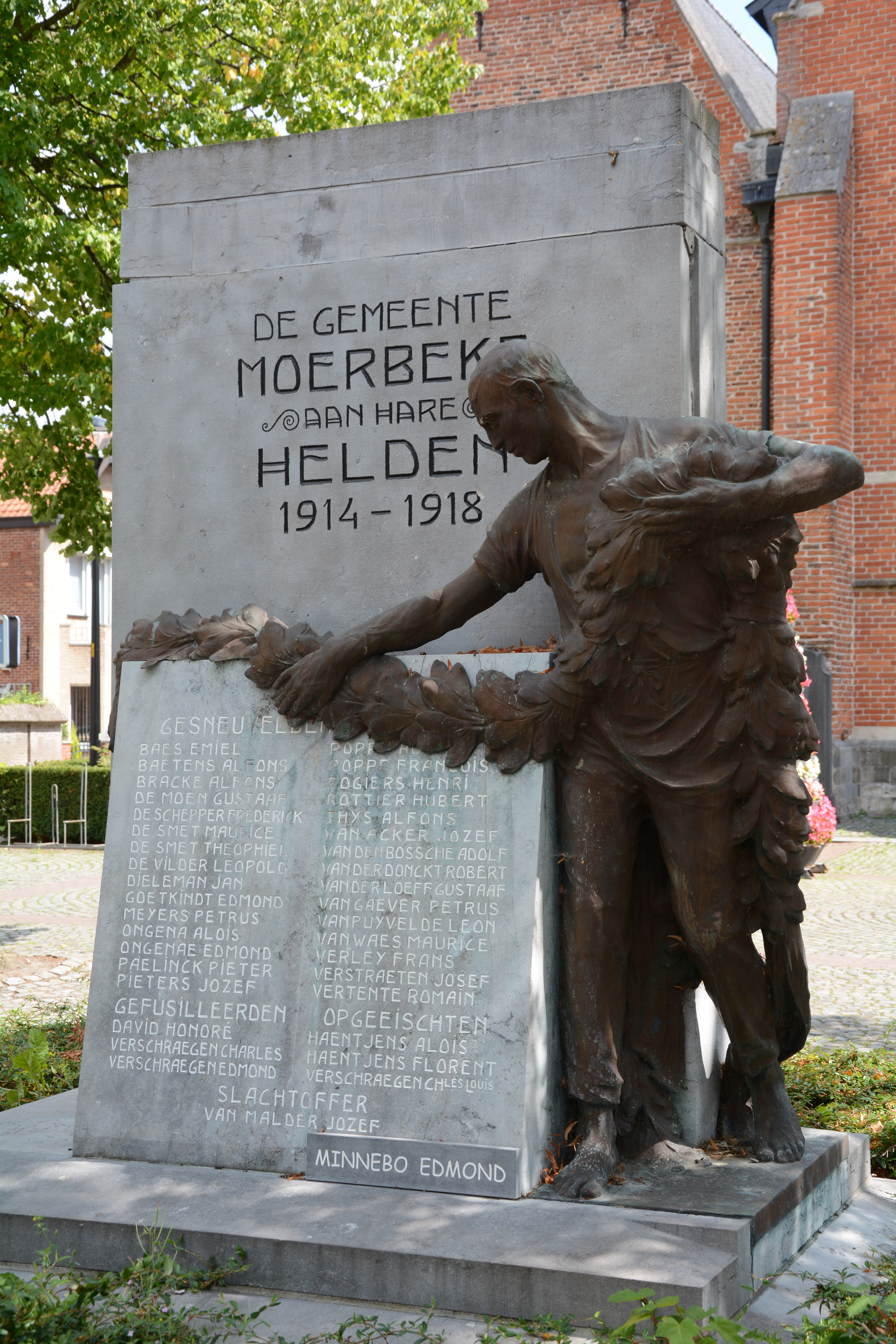
Herdenkingsmonument Eerste en Tweede Wereldoorlog, beeldhouwer Geo Verbanck

## Politiek

### Bestuur 2019-2024
De burgemeester van Moerbeke is sinds 2023 Stijn Deschepper.

#### Gemeenteraad
De Open Vld-gemeenteraadsleden zijn Robby De Caluwé, Frederic Dierinck, Nicole Stevelinck, Annelie Van Hecke en Veronique van Peperstraten.
De N-VA-gemeenteraadsleden zijn Tom Hillaert en Giovanni Ferrari.
De CD&V-gemeenteraadsleden (CD&V+) zijn Lut Van De Vijver, Martine Dieleman, Kathleen Plasschaert en Bea De Schepper.
Het Vooruit-Groen-gemeenteraadslid (Mens: Moerbeke, Ecologisch en Sociaal) is Lotfi Benhalima.

#### College van burgemeester en schepenen
Uniek aan de politieke situatie, is dat de gemeente sinds 1847 wordt bestuurd door een absolute meerderheid van liberalen. Op dit moment zijn er drie oppositiepartijen: N-VA, die 2 van de 17 zetels heeft, CD&V met 4 zetels en Vooruit-Groen (Mens) met 1 zetel.
De huidige schepenen zijn Sarah Poppe, Koen Mertens, Peter De Bock en Inge Mertens (allen Open Vld).

### Resultaten gemeenteraadsverkiezingen van 1976 tot en met 2018
| Partij               | Partij                                                     | 10-10-1976 | 10-10-1976 | 10-10-1982 | 10-10-1982 | 9-10-1988 | 9-10-1988 | 9-10-1994 | 9-10-1994 | 8-10-2000 | 8-10-2000 | 8-10-2006 | 8-10-2006 | 14-10-2012 | 14-10-2012 | 14-10-2018 | 14-10-2018 |
| Stemmen / Zetels     | Stemmen / Zetels                                           | %          | 17         | %          | 17         | %         | 17        | %         | 17        | %         | 17        | %         | 17        | %          | 17         | %          | 17         |
| -------------------- | ---------------------------------------------------------- | ---------- | ---------- | ---------- | ---------- | --------- | --------- | --------- | --------- | --------- | --------- | --------- | --------- | ---------- | ---------- | ---------- | ---------- |
|                      | PVV1/ VLD2/ Open Vld3                                      | 58,541     | 11         | 54,591     | 11         | 56,361    | 12        | 57,352    | 10        | 57,882    | 10        | 53,212    | 10        | 47,683     | 9          | 53,073     | 10         |
|                      | AGALEV1/ Moerbeke-AndersB/ sp.a-GroenC/ MensD              | -          |            | 3,741      | 0          | -         |           | -         |           | 42,12B    | 7         | 36,54B    | 6         | 16,1C      | 2          | 8,97D      | 1          |
|                      | SP1/ Moerbeke-AndersB/ sp.a-GroenC/ MensD                  | 17,241     | 2          | 20,761     | 3          | 16,941    | 2         | 41,22B    | 2         | 42,12B    | 7         | 36,54B    | 6         | 16,1C      | 2          | 8,97D      | 1          |
|                      | CVP1/ CVP-JVIA/ Moerbeke-AndersB/ CD&V2                    | 24,221     | 4          | 20,92A     | 3          | 14,081    | 2         | 41,22B    | 2         | 42,12B    | 7         | 36,54B    | 6         | 17,962     | 3          | 24,602     | 4          |
|                      | CVP-JVIA/ Jongeren Voor Inwoners1/ Moerbeke-AndersB/ N-VA2 | -          |            | 20,92A     | 3          | 12,621    | 1         | 41,22B    | 3         | 42,12B    | 7         | 36,54B    | 6         | 18,262     | 3          | 13,362     | 2          |
|                      | Vlaams Belang                                              | -          |            | -          |            | -         |           | -         |           | -         |           | 10,25     | 1         | -          |            | -          |            |
|                      | PVDA                                                       | -          |            | -          |            | -         |           | 1,43      | 0         | -         |           | -         |           | -          |            | -          |            |
| Totaal stemmen       | Totaal stemmen                                             | 3595       | 3595       | 3959       | 3959       | 4013      | 4013      | 4148      | 4148      | 4343      | 4343      | 4515      | 4515      | 4584       | 4584       | 4682       | 4682       |
| Opkomst %            | Opkomst %                                                  |            |            |            |            | 96,4      | 96,4      | 96,53     | 96,53     | 95,98     | 95,98     | 97,47     | 97,47     | 94,69      | 94,69      | 94,1       | 94,1       |
| Blanco en ongeldig % | Blanco en ongeldig %                                       | 3,53       | 3,53       | 3,38       | 3,38       | 3,21      | 3,21      | 3,78      | 3,78      | 3,09      | 3,09      | 2,72      | 2,72      | 4,06       | 4,06       | 4,25       | 4,25       |

De zetels van de gevormde meerderheid staan vetjes afgedrukt. De grootste partij is in kleur.
De rode cijfers naast de gegevens duiden aan onder welke naam de partijen telkens bij een verkiezing opkwamen.
Zie voor de gemeenteraadsverkiezingen van 2024 en later op Lokeren.

## Demografische evolutie van de deelgemeente
Bron:NIS - Opm:1831 t/m 1981=volkstellingen op 31 december; vanaf 1990= inwoneraantal per 1 januari
| Inwoners van jaar tot jaar op 1 januari 1992 tot heden | Inwoners van jaar tot jaar op 1 januari 1992 tot heden | Inwoners van jaar tot jaar op 1 januari 1992 tot heden |
| jaar                                                   | Aantal                                                 | Evolutie: 1992=index 100                               |
| ------------------------------------------------------ | ------------------------------------------------------ | ------------------------------------------------------ |
| 1992                                                   | 5.591                                                  | 100,0                                                  |
| 1993                                                   | 5.633                                                  | 100,8                                                  |
| 1994                                                   | 5.676                                                  | 101,5                                                  |
| 1995                                                   | 5.748                                                  | 102,8                                                  |
| 1996                                                   | 5.766                                                  | 103,1                                                  |
| 1997                                                   | 5.748                                                  | 102,8                                                  |
| 1998                                                   | 5.726                                                  | 102,4                                                  |
| 1999                                                   | 5.759                                                  | 103,0                                                  |
| 2000                                                   | 5.753                                                  | 102,9                                                  |
| 2001                                                   | 5.745                                                  | 102,8                                                  |
| 2002                                                   | 5.762                                                  | 103,1                                                  |
| 2003                                                   | 5.794                                                  | 103,6                                                  |
| 2004                                                   | 5.781                                                  | 103,4                                                  |
| 2005                                                   | 5.813                                                  | 104,0                                                  |
| 2006                                                   | 5.844                                                  | 104,5                                                  |
| 2007                                                   | 5.904                                                  | 105,6                                                  |
| 2008                                                   | 5.943                                                  | 106,3                                                  |
| 2009                                                   | 6.004                                                  | 107,4                                                  |
| 2010                                                   | 6.012                                                  | 107,5                                                  |
| 2011                                                   | 6.037                                                  | 108,0                                                  |
| 2012                                                   | 6.162                                                  | 110,2                                                  |
| 2013                                                   | 6.248                                                  | 111,8                                                  |
| 2014                                                   | 6.248                                                  | 111,8                                                  |
| 2015                                                   | 6.278                                                  | 112,3                                                  |
| 2016                                                   | 6.328                                                  | 113,2                                                  |
| 2017                                                   | 6.359                                                  | 113,7                                                  |
| 2018                                                   | 6.455                                                  | 115,5                                                  |
| 2019                                                   | 6.481                                                  | 115,9                                                  |
| 2020                                                   | 6.570                                                  | 117,5                                                  |
| 2021                                                   | 6.619                                                  | 118,4                                                  |
| 2022                                                   | 6.685                                                  | 119,6                                                  |
| 2023                                                   | 6.724                                                  | 120,3                                                  |
| 2024                                                   | 6.758                                                  | 120,9                                                  |

## Sport
Voetbalclub KFC Moerbeke is aangesloten bij de KBVB en actief in de provinciale reeksen.

## Bekende (ex-)inwoners
- Soetkin Collier, zangeres
- Robby De Caluwé, politicus
- Roland Deswaene, politicus
- Wanda Joosten, actrice
- Kim Nelis, actrice
- Ayanda Patosi, voetballer
- Frank Van Erum, acteur
- Anton van Wilderode, dichter
- Michael Vroemans, acteur

## In de media
- Meneer Pheip uit de stripverhalen van Nero van Marc Sleen komt uit deze gemeente. Hij zou gebaseerd zijn op Jean Marien, directeur van de suikerfabriek, waarnemend burgemeester in de periode 1915-1918. Bij zijn introductie in de reeks, in het album "De Zwarte Voeten", is hij inderdaad directeur van de suikerfabriek, heel erg liberaal, en Franstalig.

## Trivia
- De bijnaam van de inwoners is smeerkoeketers.[12] De smeerkoek is de samengeklonterde massa van het darmscheilvet.

## Nabijgelegen kernen
Klein-Sinaai, Eksaarde, Wachtebeke, Kruisstraat